# Jezioro Długie Augustowskie
Jezioro Długie Augustowskie – jezioro położone na północny wschód od Augustowa (makroregion – Pojezierze Litewskie, mezoregion – Równina Augustowska). Znane też jako Kalejty.
Jezioro Długie Augustowskie, o powierzchni 159,7 ha, zalicza się do jezior rynnowych. Ma nieregularny kształt rozciągnięty równoleżnikowo. W środkowej części, w kierunku południowym, odchodzi wydłużona zatoka, nazywana Kaleta (Kalejtka). Dwie kolejne odnogi jeziora noszą nazwy Wołowe i Ślepe. We wschodniej części w jezioro wcina się półwysep Wołowy (Bawoli) Róg. W środkowej części północnego brzegu znajduje się wieś Strękowizna.
Na jeziorze położona jest wyspa o pow. 0,25 ha porośnięta mieszanym drzewostanem z dominującą 80-letnią olszą i domieszką 125–letniej sosny. Z zachodniej części wypływa niewielki ciek wodny Dłużanka, prowadzący do rzeki Blizna, który zanika okresowo przy niskim stanie wody. 
Linia brzegowa jest dobrze rozwinięta, w większości porośnięta lasem. Brzegi mają niezbyt strome krawędzie. Dostępne są w 80%, pozostałe części są zatorfione. Nad brzegami występują skarpy o wysokości do 5 metrów.
Jezioro, wraz z przyległymi lasami, tworzy rezerwat przyrody "Jezioro Kalejty". Na podstawie danych z lat 2004–2006 jezioro zakwalifikowano do II klasy czystości i II kategorii podatności na degradację.